# Altoona, Iowa
Altoona là một thành phố thuộc quận Polk, tiểu bang Iowa, Hoa Kỳ. Năm 2010, dân số của thành phố này là 14541 người.

## Dân số
Dân số qua các năm:
- Năm 2000: 10345 người.
- Năm 2010: 14541 người.